# 溴化汞
溴化汞是一种无机化合物，化学式为HgBr2，是白色固体，有剧毒。

## 制备
溴化汞可以由溴化钾或溴化钠和可溶性汞盐（如硝酸汞）反应，结晶得到。氢溴酸和氧化汞反应、汞和溴反应也能得到溴化汞。

## 化学性质
溴化汞可用于柯尼希斯－克诺尔反应，在碳水化合物中形成糖苷。
它也被药典推荐，用于检测砷。
砷首先用氢气处理，转化为砷化氢，再和溴化汞反应：
AsH3 + 3HgBr2 → As(HgBr)3 + 3HBr
如果样品中存在砷，白色的溴化汞(II)会变为黄色、棕色或黑色。
溴化汞在较高温度可以和金属铟剧烈反应
，和钾混合形成敏感的爆炸性混合物。